# SN 1971R
SN 1971R – supernowa odkryta 1 października 1971 roku w galaktyce IC 4798. W momencie odkrycia miała maksymalną jasność 13,00m.